# Joel Zayas
Joel Fernando Zayas (Asunción, 17 de septiembre de 1977) es un exfutbolista paraguayo. Se desempeñaba en el puesto de arquero. Actualmente es preparador de arqueros y es integrante del cuerpo técnico de José Arrua en el Club Atlético 3 de Febrero de Paraguay.

## Selección nacional
Integró la selección de fútbol de Paraguay en la Copa América 2007. Jugó en los cuartos de final ante México, encuentro que le fue adverso al conjunto guaraní, encajado seis goles en contra.

## Clubes
| Club             | País     | Año       |
| ---------------- | -------- | --------- |
| Tacuary          | Paraguay | 1998-2003 |
| Sport Colombia   | Paraguay | 2004-2005 |
| Sportivo Luqueño | Paraguay | 2005      |
| Bolívar          | Bolivia  | 2006-2007 |
| Guaraní          | Paraguay | 2007-2008 |
| Wilstermann      | Bolivia  | 2009      |
| CNI              | Perú     | 2010      |
| San José         | Bolivia  | 2010      |
| 3 de Febrero     | Paraguay | 2011-2018 |